# Dalhart

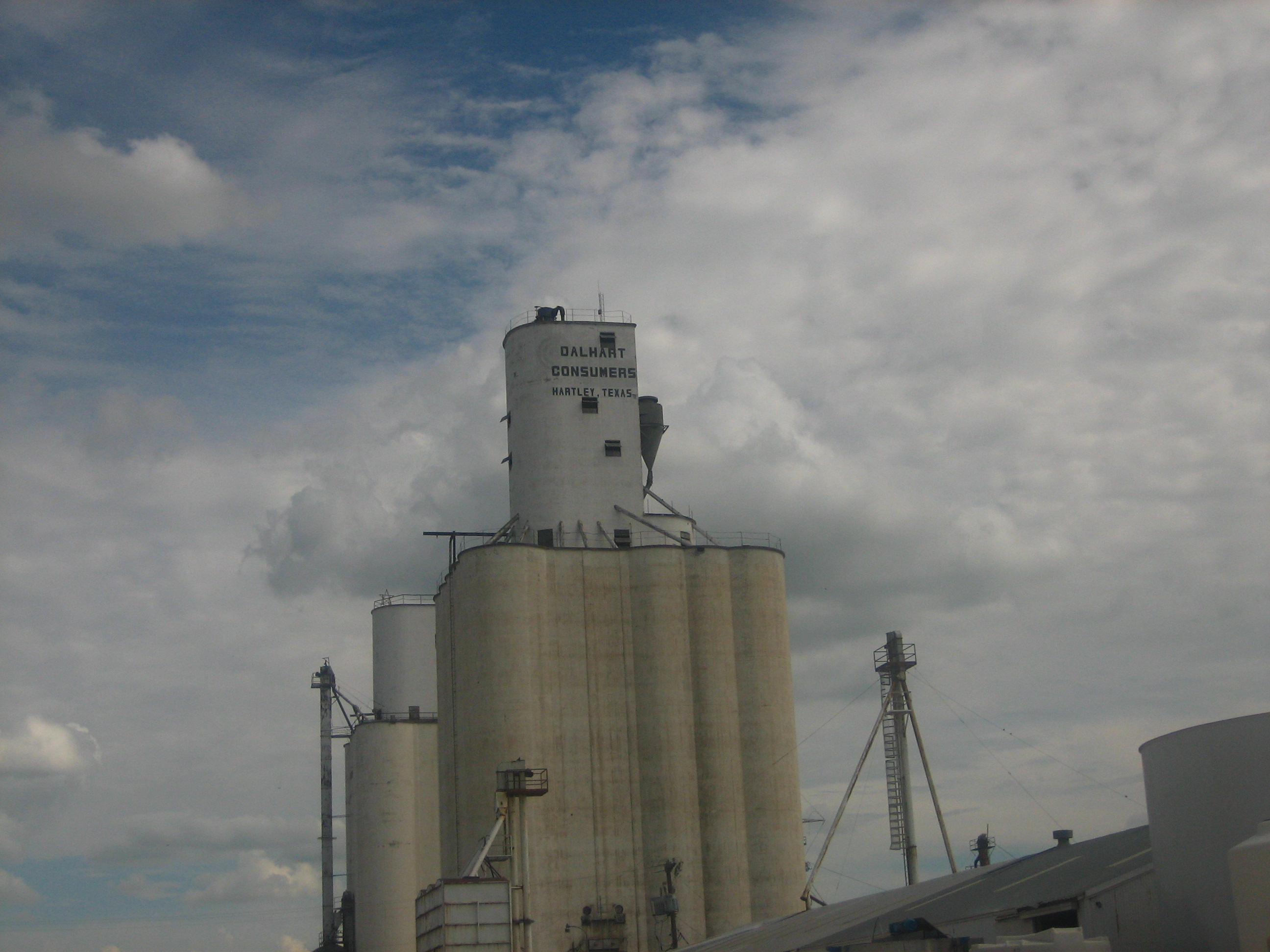
Graansilo's in Dalhart

Dalhart is een plaats (city) in de Amerikaanse staat Texas, en valt bestuurlijk gezien onder Dallam County en Hartley County.

## Demografie
Bij de volkstelling in 2000 werd het aantal inwoners vastgesteld op 7237.
In 2006 is het aantal inwoners door het United States Census Bureau geschat op 7023, een daling van 214 (-3,0%).

## Geografie
Volgens het United States Census Bureau beslaat de plaats een oppervlakte van
11,1 km², geheel bestaande uit land.

## Plaatsen in de nabije omgeving
De onderstaande figuur toont nabijgelegen plaatsen in een straal van 52 km rond Dalhart.